# Estación de Sochi
La estación de ferrocarril de Sochi (del ruso: Станция Сочи) es una estación de ferrocarril de la red del ferrocarril del Cáucaso Norte. Está situada en el distrito Central de la unidad municipal de la ciudad de Sochi del krai de Krasnodar del sur de Rusia.

## Características
La estación de Sochi fue construida en 1918. El actual edificio de la estación, diseñado por el arquitecto Alekséi Dushkin y mucho mayor que su precedente, fue inaugurado el 10 de septiembre de 1952. Dispone de tres plantas con tres patios interiores y una torre de 55 m. Cuenta con tres plataformas de hormigón armado de 1 080 m de longitud, un túnel para los pasajeros con cuatro salidas y una sala de calderas. El edificio de la estación, junto con la sala de equipajes, construida en 1956 ocupan una superficie de 0.6 ha. Ese mismo año se electrificó la vía entre Sochi y Vesióloye, en la frontera con la república de Abjasia.
Dispone de 9 vías de acceso y dos suplementarias, de las cuales cinco son de pasajeros.

## Servicio suburbano
- Véase Tren eléctrico de Sochi.

| Tren n.º    | Ruta                      | Tren n.º    | Ruta                     |
| ----------- | ------------------------- | ----------- | ------------------------ |
| Expreso     | Krasnodar-Sochi           | Expreso     | Sochi-Krasnodar          |
| Expreso     | Maikop - Ádler            | Expreso     | Ádler-Maikop             |
| Aeroexpreso | Sochi-Aeropuerto de Sochi | Aeroexpreso | Aeropuero de Sochi-Sochi |
| Suburbano   | Tuapsé-Ádler              | Suburbano   | Ádler-Tuapsé             |
| Expreso     | Tuapsé-Ádler              | Expreso     | Ádler-Tuapsé             |
| Suburbano   | Tuapsé-Sochi              | Suburbano   | Sochi-Tuapsé             |

## Larga distancia
En 2012 pasaban por la localidad los siguientes trenes:
| N.º tren | Ruta                  | N.º tren | Ruta                  |
| -------- | --------------------- | -------- | --------------------- |
| 11       | Moscú-Ádler           | 12       | Ádler-Moscú           |
| 13       | Sarátov-Ádler         | 14       | Ádler-Sarátov         |
| 23       | Moscú-Ádler           | 24       | Ádler-Moscú           |
| 75       | Moscú-Sujumi          | 76       | Sujumi-Moscú          |
| 87       | Nizhni Nóvgorod-Ádler | 88       | Ádler-Nizhni Nóvgorod |
| 101      | Moscú-Ádler           | 102      | Ádler-Moscú           |
| 103      | Moscú-Ádler           | 104      | Ádler-Moscú           |
| 105      | San Petersburgo-Ádler | 106      | Ádler-San Petersburgo |
| 115      | San Petersburgo-Ádler | 116      | Ádler-San Petersburgo |
| 127      | Krasnoyarsk-Ádler     | 128      | Ádler-Krasnoyarsk     |
| 139      | Novosibirsk-Ádler     | 140      | Ádler-Novosibirsk     |
| 201      | Moscú-Ádler           | 202      | Ádler-Moscú           |
| 225      | Múrmansk-Ádler        | 226      | Ádler-Múrmansk        |
| 233      | Samara-Ádler          | 234      | Ádler-Samara          |
| 241      | Irkutsk-Ádler         | 242      | Ádler-Irkutsk         |
| 245      | San Petersburgo-Ádler | 246      | Ádler-San Petersburgo |
| 249      | Novokuznetsk-Ádler    | 250      | Ádler-Novokuznetsk    |
| 269      | Blagovéshchensk-Ádler | 270      | Ádler-Blagovéshchensk |
| 273      | Severobaikalsk-Ádler  | 274      | Ádler-Severobaikalsk  |
| 283      | Moscú-Sochi           | 284      | Sochi-Moscú           |
| 289      | San Petersburgo-Ádler | 290      | Ádler-San Petersburgo |
| 301      | Minsk-Ádler           | 302      | Ádler-Minsk           |
| 309      | Vorkutá-Ádler         | 310      | Ádler-Vorkutá         |
| 321      | Arjánguelsk-Ádler     | 322      | Ádler-Arjánguelsk     |
| 343      | Cheliábinsk-Ádler     | 344      | Ádler-Cheliábinsk     |
| 345      | Nizhni Taguil-Ádler   | 346      | Ádler-Nizhni Taguil   |
| 353      | Perm-Ádler            | 354      | Ádler-Perm            |
| 359      | Kaliningrado-Ádler    | 360      | Ádler-Kaliningrado    |
| 375      | Gómel-Ádler           | 376      | Ádler-Gómel           |
| 411      | Moscú-Ádler           | 412      | Ádler-Moscú           |
| 431      | Kírov-Ádler           | 432      | Ádler-Kírov           |
| 433      | Izhevsk-Ádler         | 434      | Ádler-Izhevsk         |
| 435      | Ekaterimburgo-Ádler   | 436      | Ádler-Ekaterimburgo   |
| 441      | Cherepovets-Ádler     | 442      | Ádler-Cherepovets     |
| 445      | Orsk-Ádler            | 446      | Ádler-Orsk            |
| 447      | Pechora-Ádler         | 448      | Ádler-Pechora         |
| 449      | Toliatti-Ádler        | 450      | Ádler-Toliatti        |
| 451      | Izhevsk-Ádler         | 452      | Ádler-Izhevsk         |
| 459      | Tambov-Ádler          | 460      | Ádler-Tambov          |
| 461      | Ufá-Ádler             | 462      | Ádler-Ufá             |
| 463      | Samara-Ádler          | 464      | Ádler-Samara          |
| 467      | Smolensk-Ádler        | 468      | Ádler-Smolensk        |
| 475      | Kazán-Ádler           | 476      | Ádler-Kazán           |
| 477      | Cheliábinsk-Ádler     | 478      | Ádler-Cheliábinsk     |
| 483      | Astaná-Ádler          | 484      | Ádler-Astaná          |
| 485      | Arjánguelsk-Ádler     | 486      | Ádler-Arjánguelsk     |
| 489      | Sarátov-Ádler         | 490      | Ádler-Sarátov         |
| 491      | Kazán-Ádler           | 492      | Ádler-Kazán           |
| 495      | Kostromá              | 496      | Ádler-Kostromá        |
| 497      | Izhevsk-Ádler         | 498      | Ádler-Izhevsk         |
| 509      | Barnaúl-Ádler         | 510      | Ádler-Barnaúl         |
| 535      | Sarátov-Ádler         | 536      | Ádler-Sarátov         |
| 577      | Orsk-Ádler            | 578      | Ádler-Orsk            |
| 641      | Rostov-Ádler          | 642      | Ádler-Rostov          |
| 643      | Kizlovodsk-Ádler      | 644      | Ádler-Kizlovodsk      |
| 647      | Stávropol-Ádler       | 648      | Ádler-Stávropol       |
| 679      | Vladikavkaz-Ádler     | 680      | Ádler-Vladikavkaz     |

## Curiosidades
La estación de Simferopol, en la localidad ucraniana de Simferópol, fue diseñada por el mismo arquitecto y tiene muchos elementos comunes.
La escultura La joven de la jarra, situada en uno de los patios de la estación, es uno de los símbolos de la ciudad. La que se puede observar en la estación es una copia, el original se conserva en el Museo de Historia de la ciudad de Sochi.